# Esperanza Takinukum
Esperanza Takinukum är en ort i Mexiko.   Den ligger i kommunen Yajalón och delstaten Chiapas, i den sydöstra delen av landet, 800 km öster om huvudstaden Mexico City. Esperanza Takinukum ligger 870 meter över havet och antalet invånare är 111.
Terrängen runt Esperanza Takinukum är kuperad åt nordost, men åt sydväst är den bergig. Runt Esperanza Takinukum är det ganska tätbefolkat, med 56 invånare per kvadratkilometer. Närmaste större samhälle är Yajalón, 4,0 km söder om Esperanza Takinukum. I omgivningarna runt Esperanza Takinukum växer i huvudsak städsegrön lövskog.